# Merlusse
Pour plus de détails, voir Fiche technique et Distribution.
Merlusse est un film français de Marcel Pagnol sorti en 1935.

## Synopsis
À la veille de Noël dans un établissement scolaire aux classes allant de la primaire au lycée. Le censeur reçoit au parloir les familles qui viennent chercher leurs enfants. Les élèves sont réunis dans la cour où les partants sont appelés par le garçon pour rejoindre leurs parents. Un élève, Villepontoux, qui veut sortir, devance l’appel. Il est orphelin de père et sa mère, qui s’est remariée, préfère le laisser en pension pour les fêtes. Il fait mine de s’en moquer mais le censeur le retrouve en pleurs dans le couloir et tente de le réconforter. Dans la cour, Villepontoux croise le garçon, qui renvoie un ballon qu'il a reçu dans les jambes et fait ainsi tomber le chapeau du surveillant. Celui-ci, croyant Villepontoux coupable, le met au piquet.
Le proviseur et le censeur discutent des promotions. Le choix se limite à deux personnes, dont Blanchard, un nouveau à son poste dans l'établissement, mais qui a déjà 24 ans d’ancienneté dans l’éducation. Ce passage en seconde classe déterminera la valeur de sa retraite. Le censeur fait remarquer au proviseur, qui connaît mal Blanchard, qu’il a mauvais caractère. Il raconte un accrochage qu’il a eu avec un parent d’élève qui finalement s’est excusé en apprenant que la blessure à l’œil de Blanchard est une blessure de guerre. Il lui apprend aussi que l’étude de Blanchard est bien tenue, mais que les enfants ne l’aiment pas. Ils l'ont surnommé Merlusse, parce qu’ils disent qu’il sent la morue. Le censeur continue en signalant qu'ils ont peur de lui, alors qu’il n’a jamais brutalisé personne, en partie à cause de sa blessure et de son physique. Blanchard se plaint justement à ses collègues de faire l’étude de Noël parce qu'il est nouveau dans l'établissement.
Dans la cour, les enfants discutent. Deux « grands », Galubert et Catusse, fument, certains de ne pas être vus par le surveillant. Pour lui faire une blague, ils envoient un « petit », Pic, mettre un pique-cul sur sa chaise dans l’étude. Le surveillant est remplacé par Blanchard. Il surprend Galubert et Catusse avant de réunir les enfants sous le préau. En discutant entre eux et à la description qu’en font Galubert et Catusse, les enfants prennent peur de lui, surtout Pic, à cause du pique-cul.
L’étude commence. Le garçon vient annoncer de nouveaux noms de partants par la porte entrebâillée. Blanchard s’en prend à lui avant de finir par s’asseoir sur la chaise. Il reste stoïque et remercie même celui qui lui a fait ce cadeau de Noël. À l’extérieur, découvrant que c’est lui qui garde l’étude, d’autres élèves se moquent de lui. Le censeur le demande. L’enseignant qui devait le remplacer est obligé de partir pour des raisons familiales. Comme il ne reste plus que le censeur et lui, Blanchard accepte de tenir toute l’étude, de conduire les enfants au réfectoire, où le censeur le remplacera, le temps pour lui d’aller dîner, et de surveiller le dortoir. Au réfectoire, en voyant les enfants manger, Blanchard repense aux Noëls de son enfance. Le censeur le remplace. Blanchard reste indirectement le sujet principal de la conversation des enfants, ce qui augmente les craintes de Pic. Le censeur conduit les 16 enfants restants au dortoir. Blanchard arrive en retard. Il annonce être passé chez lui chercher des affaires de toilettes. Seul avec les enfants, il finit par éteindre la lumière.
Au matin, Pic découvre dans ses souliers une maquette d’avion avant de voir que tous les autres enfants ont aussi des jouets. Galubert et Catusse ont eu chacun 4 paquets de cigarettes de la marque qu'ils fumaient quand Blanchard les a surpris. Le censeur arrive et découvre le geste de Blanchard. Les enfants comprennent que les cadeaux viennent de celui que Galubert interdit désormais d’appeler Merlusse. Comme Galubert regrette le pique-cul alors que Blanchard a pioché dans ses économies pour leur faire ces cadeaux, l’un des enfants propose de mettre à leur tour des cadeaux dans ses souliers.
Le censeur a averti le proviseur de l’initiative de Blanchard. Celui-ci envoie l’enveloppe contenant les promotions au rectorat. Le censeur regrette que ce qu’il vient de révéler nuise à Blanchard. Les enfants, écoutés discrètement par Blanchard, préparent leurs cadeaux. Il revient, fait mine de ne pas voir ses souliers et discrètement les prend et découvre, ému, ses cadeaux.
Le proviseur le demande et le blâme pour son geste. Le censeur essaye de le défendre. Blanchard avoue qu’il aime les enfants, surtout ceux qui n’ont personne, comme lui. Il avoue que malgré sa réputation de donner les retenues à la volée, il n’a jamais « privé un enfant d’une minute de sa liberté ». C’est parce qu’il a peur d’eux qu’il fait sa grosse voix. Le censeur demande au proviseur de revenir sur sa décision au sujet de la nomination. Blanchard annonce qu’il s’en fout et sort une partie de ses cadeaux qui, pour lui, sont plus précieux que sa nomination. Le censeur dit à Blanchard qu’il passera en seconde classe l’année suivante. Le proviseur annonce qu’il n’y passera plus jamais, avant de rire et d’annoncer que c’est sa nomination qui est partie et qu’il l’a même proposé pour les palmes académiques. Il l'appelle Merlusse. Comme Blanchard lui signale que les enfants ne l’appelleront plus Merlusse, le proviseur lui dit que désormais ce sera eux qui l’appelleront ainsi.

## Fiche technique
- Mise en scène : Marcel Pagnol
- Scénario : Marcel Pagnol
- Dialogues: Marcel Pagnol
- Photographie : Albert Assouad, assisté de Roger Ledru, Arnaudy, Roger Corbeau et Clément Maure
- Musique : Vincent Scotto
- Son : Jean Lecocq
- Pays d'origine : France 1935
- Format : Noir et blanc  - Son mono - 1,37:1
- Genre : Comédie
- Durée : 72 minutes (DVD restauré 1h04)
- Sortie : 6 décembre 1935

## Distribution
- Henri Poupon : Monsieur Blanchard, surnommé « Merlusse » par les élèves
- Rellys : le garçon
- André Pollack : le proviseur
- Thommeray : le censeur
- Jean Castan (crédité sous le nom de Castagne) : Galubert
- Fernand Bruno (crédité sous le nom de F. Bruno) : Catusse
- Robert Chaux : Godard
- Le petit Jacques : Villepontoux
- John Dubrou (crédité sous le nom de John Dubrasi) : Pic
- Le-Van-Kim : le prince Pha-Van-Do surnommé « Macaque »
- Rellys fils (qui joue ici avec son père qui joue le garçon) : Bezuquet
- Jean Inglesakis : Molinar

Non Crédités :
- André Robert : le surveillant général
- Annie Toinon : Nathalie

## Production
Merlusse est le premier scénario original écrit spécifiquement pour le cinéma par Marcel Pagnol. Tourné au Lycée Thiers de Marseille, où Pagnol avait lui-même étudié, le film témoigne d’un choix de décor profondément personnel. Ce cadre scolaire devient un personnage à part entière du récit. Le film marque également la deuxième collaboration entre Marcel Pagnol et l’acteur Henri Poupon, qui interprète le rôle principal. L’enregistrement sonore du film a représenté un défi technique : Pagnol, insatisfait des équipements de Western Electric, avait fait développer un nouveau système d’enregistrement par Philips pour les Studios Marcel Pagnol.
.

## Restauration
La restauration de Merlusse a été menée par la Cinémathèque française en collaboration avec le CNC et Nicolas Pagnol. Cette initiative s’inscrit dans un programme plus large de sauvegarde du patrimoine cinématographique de Marcel Pagnol. Présenté dans la section Cannes Classics du Festival de Cannes 2025, le film bénéficie désormais d’une version restaurée en 4K
.
La restauration a nécessité quatre mois et demi de travail. Les éléments utilisés provenaient du négatif original, en mauvais état, et d’un internégatif. Le traitement de l’image a été supervisé par le chef opérateur Guillaume Schiffman, avec un soin particulier porté à l’éclairage et à la densité lumineuse du noir et blanc.
Le son a été restauré par Aymeric Gavend, ingénieur du son du laboratoire TransPerfect, sous la direction de Benjamin Alimi. L’objectif était de conserver le mixage d’époque tout en améliorant l’intelligibilité des dialogues, altérée par le temps et les conditions de tournage dans le lycée
.

## Influence
Merlusse a inspiré Alexander Payne pour son film Winter Break qui reprend l'idée d'un groupe d'élèves abandonné par leur famille, surveillé par un professeur irascible
.

## Version télévisée
Dans la version télévisée réalisée par Georges Folgoas en 1965, Georges Wilson est dans le rôle de Merlusse.

## Au théâtre
Merlusse a été présenté au Festival Théâtre d'Aubagne en 1995 avec Michel Galabru dans le rôle-titre. La mise en scène était de Daniel Mesini, Acteur Michael Lorenzetti dans le rôle du petit Pic.